# Antoine Balthazar Joseph d'André
Pour les articles homonymes, voir D'André.
Antoine-Balthasar-Joseph d'André (1759-1825) est un homme politique, conseiller au Parlement de Provence puis député de l'Assemblée constituante de 1789. Né à Aix-en-Provence, le 2 juillet 1759, il est mort à Paris (10e ancien), le 16 juillet 1825.
André, appelé aussi d'André de Bellevue est le fils de Jacques-Joseph-Gabriel-Benoît, conseiller en la Chambre des Comptes, Aides et Finances de Provence, et d'Anne-Jeanne-Françoise de Payan de Saint-Martin, elle-même fille d'un conseiller aux Comptes. Il épousa à Aix-en-Provence, le 23 décembre 1782, Thérèse-Emilie-Fortunée Mignard, qui lui apportait 80 000 livres de dot, fille de Joseph-Sauveur, négociant aixois et de Thérèse-Elisabeth-Reyne Mathieu.

## Au Parlement de Provence
Le Conseiller d'André, fut reçu à 20 ans, le 29 avril 1779, au Parlement de Provence, en la charge de Jean-Joseph d'Orcin Miraval.

## Sous la Révolution
À la veille de la Révolution, il fut un des rares parlementaires à défendre les idées nouvelles. Porte-parole des nobles non-fieffés, il fut choisi par cette noblesse le 5 avril 1789, pour être député de la sénéchaussée de sa ville natale, aux États généraux. Il est un député très actif. Imitant Philippe, duc d'Orléans (1747-1793), il se joint au tiers état. Il est membre du Comité de constitution.
Pendant l'hiver 1789-1790 d'André fut envoyé à Aix-en-Provence et à Toulon pour rétablir l'ordre dans les communes où des troubles avaient éclaté. De retour à Paris il présida par trois fois la Constituante, en 1790 et 1791 et à la séance du 7 avril 1791, appuya la motion de Robespierre. Il proposa même que tous les membres de l'Assemblés prennent l'engagement de ne plus jamais solliciter de place pour qui que ce fût.
Bien qu'il évoluât vers la droite, et devient un des principaux chefs du parti royaliste ; malgré tout, il vote après la fuite de Louis XVI à Varennes la suspension du pouvoir exécutif (juin 1791). Après la session de l'Assemblée constituante il demeure à Paris et y fonde une grande maison d'épicerie ce qui lui vaut le surnom d'« Épicier » de la part des journalistes de gauche. Accusé d'accaparement et suspecté de complot avec les émigrés, il émigre. Il s'installe d'abord en Grande-Bretagne puis s'établit en Suisse où il se met au service du comte de Provence (futur Louis XVIII de France). Il devient un agent royaliste très actif pour le compte des Britanniques. C'est à lui que le représentant du gouvernement britannique William Wickham fait parvenir les fonds destinés à entretenir la propagande contre-révolutionnaire.

## Sous le Directoire
Il fait son retour en France en février 1797 et prend en main la campagne électorale des royalistes. Ses efforts ont quelque succès, mais il ne réussit pas à se faire élire député au Conseil des Cinq-Cents. Après le coup d'État du 18 fructidor an V (4 septembre 1797), il échappe de justesse à l'arrestation et parvient à s'enfuir en Suisse.

## Sous le Consulat et le Premier Empire
Pendant dix années il servira fidèlement Louis XVIII, mais désappointé par les victoires de Napoléon Bonaparte à Wagram, il permet à son fils de servir dans l'armée impériale. Toujours en Autriche, il abandonne la politique pour se consacrer à l'agriculture, il crée une ferme modèle aux environs de Vienne.

## Sous la Restauration
Sous la Restauration il suit Louis XVIII lors de son retour en France, ce dernier lui pardonne sa défection de 1809 à 1814 et le nomme directeur général de la Police, puis intendant de la Maison du roi à la seconde Restauration. Il meurt le 16 juillet 1825 à Paris et est inhumé au cimetière du Père-Lachaise (31e division).
Son fils Antoine Joseph Maurice d'André devint général et sénateur.

## Famille
De son mariage avec Thérèse Mignard, il eut 9 enfants d'où une très nombreuse descendance.

## Pour approfondir